# Charles Hose
Pour les articles homonymes, voir Hose.
Sir Charles Hose est un naturaliste, ethnologue et administrateur colonial britannique né en 1863 et mort en 1929.

## Biographie
Hose vit à Sarawak et en Malaisie de 1884 à 1907. Il effectue alors un important travail dans la vallée de la rivière Baram qu'il remonte jusqu'à sa source. 
Il est l'auteur de Fifty Years of Romance and Research (1927) et de The Field Book of a Jungle Wallah (1929).
Son nom est commémoré dans la civette de Hose (Diplogale hosei).

## Galerie

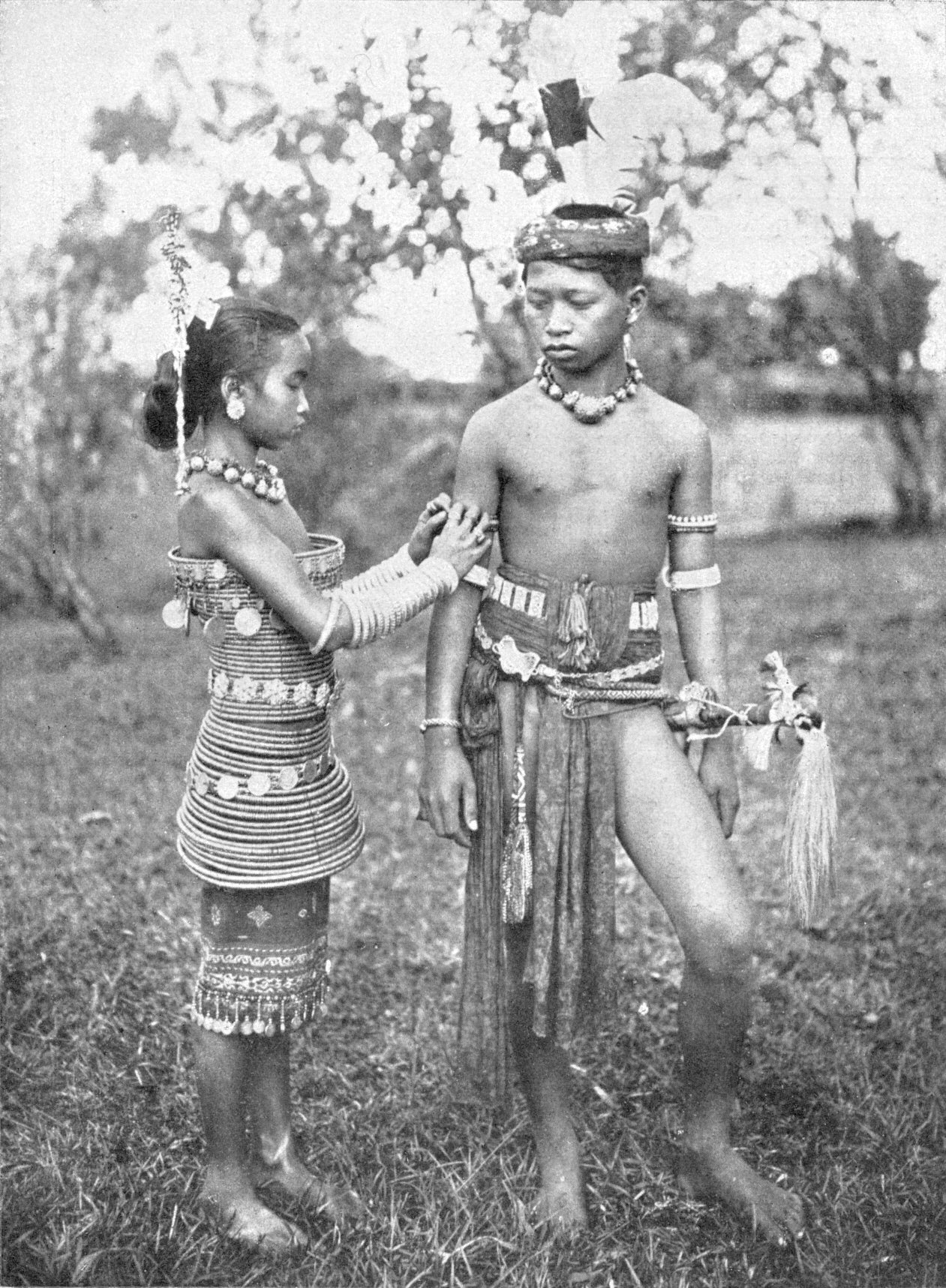
Photo de Charles Hose.